# Collaborative Adaptive Sensing of the Atmosphere
Pour les articles homonymes, voir CASA.
Collaborative Adaptive Sensing of the Atmosphere (CASA), traduisible par « Centre de recherche en ingénierie pour la détection adaptative collaborative de l'atmosphère », est un laboratoire d'ingénierie de la National Science Foundation. Le centre rassemble un groupe multidisciplinaire d'ingénieurs, d'informaticiens, de météorologues, de sociologues, d'étudiants des divers cycles universitaires, ainsi que de partenaires industriels et gouvernementaux pour mener des recherches fondamentales sur le développement de technologies et le déploiement de prototypes de systèmes d'ingénierie basés sur un nouveau paradigme : les réseaux de détection adaptative collaborative distribuée (DCAS).

## Histoire et structure
CASA a été créée en 2003 sous l'égide de la National Science Foundation. À partir de l'exercice 2010, la principale source de financement et de soutien provenait du Fonds Jerome M. Paros pour la recherche en mesures et en sciences de l'environnement.
CASA est une collaboration entre quatre partenaires universitaires : l'université du Massachusetts à Amherst (institution principale), l'université de l'Oklahoma, l'université d'État du Colorado et l'université de Porto Rico. D’autres institutions universitaires collaboratrices sont : l’université du Delaware, l’université de Virginie et l’université McGill.

## Réalisations
CASA a été créé pour développer un réseau dense de petits radars météorologiques à faible coût et à faible portée en bande X qui pourraient détecter de manière collaborative et adaptative la couche de 0 à 3 km au-dessus du niveau du sol pour y améliorer la détection des précipitations qui est souvent sous l'angle minimal sondé par les radars à balayage conventionnel comme le NEXRAD. Le réseau CASA détermine la stratégie de balayage qui optimise les besoins concurrents des utilisateurs finaux et les contraintes météorologiques en temps réel en déterminant les zones d'intérêt et en distribuant le balayage radar de divers membres du réseau vers celles-ci,.
Chaque radar a une capacité de double polarisation et un traitement du signal conçu pour minimiser la contamination par le fouillis du sol. Les données collectées à partir du réseau CASA seront assimilées en temps réel pour être utilisées dans des algorithmes de détection, des prévisions météorologiques numériques et des modèles de transport. Les résultats seront diffusés à un large éventail d'utilisateurs finaux pour l’analyse et la prévision des conditions météorologiques de surface.
CASA a implanté son banc d'essai dans le sud-ouest de l'Oklahoma, sous le nom de Projet intégratif 1 ou IP1 en abrégé, en janvier 2006 et a commencé à fonctionner le 1er avril 2006 pour être évalué jusqu'en 2011. Depuis la construction de l'IP1, deux nouveaux bancs d'essai ont été construits et testés - l'un à Dallas au Texas et l'autre dans le Massachusetts,.

### Comparaison avec NEXRAD
Le réseau NEXRAD utilise 159 radars séparés d'environ 320 km pour couvrir les États-Unis et offre une bonne perspective d'ensemble mais en raison de l'angle minimal élévation sondé, de la distance entre les radars et de la courbure de la Terre, il ne peut pas voir tout près du sol sauf à très proche distance d'un radar. De plus, ils prennent également un temps relativement long pour effectuer leurs balayages sur 360 degrés d'azimuth, soit toutes les cinq minutes.
Un réseau CASA disposent de radars séparés d'environ 32 km avec une portée utile de 40 km, ce qui crée un chevauchement. En conséquence, les mises à jour peuvent être beaucoup plus rapides, jusqu'à 15 secondes. Les images sont également plus fines : ce qui occupe quelques pixels dans NEXRAD est affiché sous forme d'image distincte dans CASA.
Les données obtenues par CASA peuvent être adjointes à celles de NEXRAD pour donner une analyse plus complète des précipitations et des mouvements d'air dans les orages permettant de suivre, par exemple, la formation de tornades. Ainsi les produits dérivés diffusés en temps réel du banc d'essai de l'Oklahoma aux prévisionnistes du National Weather Service et aux gestionnaires d'urgence locaux en service ont pu être évalués. Le 24 mai 2011, tous ces éléments étaient réunis dans un système intégré lorsqu'un gestionnaire d'urgence utilisant les données CASA a pris des décisions vitales alors qu'une tornade EF4 avec des vents de pointe estimés à 305 km/h s'approchait de Newcastle (Oklahoma).

### Autres utilisateurs
Les réseaux denses de radars à bande X, comme ceux de CASA, peuvent favoriser la sécurité du trafic de drones ou de taxis aériens dans les parties se déroulant à moins de 500 m au-dessus du sol. Un programme de CASA à ce propos est financé par la NASA et de la FAA. Les radars CASA ont été spécifiquement conçus pour combler les lacunes de la surveillance météorologique à basse altitude, ce qui les rend idéaux pour soutenir ces opérations.